# Cantone di Bischheim
Il Cantone di Bischheim era una divisione amministrativa dell'arrondissement di Strasburgo-Campagna.
A seguito della riforma approvata con decreto del 18 febbraio 2014, che ha avuto attuazione dopo le elezioni dipartimentali del 2015, è stato soppresso.

## Composizione
Comprendeva i comuni di
- Bischheim
- Hœnheim